# Storheden
Storheden är ett område mellan Luleå och Gammelstad, med industrier och handel. Genom området passerar E4 och Riksväg 97.

## Historia
Området började planeras i slutet på 1960-talet och har byggts ut kontinuerligt sedan 1970. Namnet Storheden är en kombination av två äldre namn inom området, nämligen Storsand och Nordantillheden. Storsand är en badplats i Gammelstadsfjärden norr om Storheden.
Storheden var i början ett område med industrikaraktär, med Bilprovningen som den mest kända anläggningen. Den nerlagda Gammelstad–Karlsvikshyttans Järnväg flyttades och byggdes upp som ett industrispår. Stickspår byggdes under slutet av 1970-talet i områdets norra och södra del. Startskottet för handel var hösten 1975 då JO Öqvist Möbler öppnade. Öqvist möbler var vid den tidpunkten ett av Sveriges större möbelvaruhus med hela 4 500 kvadratmeter lokalyta. På den tomt där Öqvists möbelvaruhus fanns återfinns nu i Stora Coop (tidigare Obs!). 
Storheden kom att utvecklas i långsam takt, under slutet av 1980-talet öppnade några bilaffärer på Betongvägen, som ligger på södra delen av Storheden. På Betongvägen öppnades 1991 också ett större leksaksvaruhus, som kom att finnas under ett antal år. Politikerna var dock rätt skeptiska till Storheden, och hade hellre velat att köpcentrumet Arcus blivit verklighet[källa behövs]. Men 1992 etablerade sig Konsum Norrbotten på Storheden, och då betraktades Arcus-projektet som något som aldrig skulle bli verklighet. På senare tid så har Storheden blivit ett omfattande handelscentrum, och är idag det största norr om Sundsvall. 
I början av 2000-talet gjorde Luleå kommun stora ansträngningar att få Ikea till Luleå, kommunen köpte bland annat en stor tomt till Ikea. Men år 2005 valde dock Ikea att öppna i Haparanda, och därmed var en etablering i Luleå inte längre aktuell. Den tomt som var vikt för Ikea såldes till Biltema, som där uppförde sin byggnad.
Ett nytt koncept inom en del av Storheden är konceptet Storheden City, vilket innehåller gallerior och anses vara ett stort hot mot centrumhandeln. 
Området trafikeras av Luleå lokaltrafik (LLT) med linjerna 8 , 9 , 10 och 12.

## Affärsverksamheter på Storheden
- Stora Coop
- ICA Maxi
- Kronans Apotek
- Hööks Hästsport
- Stadium Outlet
- XXL
- Sportshopen
- Sibylla
- Cervera
- Jysk
- Willys
- H&M
- Mio
- JH Motor AB
- MAX
- Systembolaget
- Intersport
- Lekia
- KungSängen
- Lindex
- ÖoB
- Rusta
- Biltema
- Byggmax
- Jula
- Dollarstore
- Elgiganten Megastore
- Power
- Clas Ohlson
- Subway
- Arken Zoo
- Blomsterlandet
- Skoogs bränsle
- Granngården
- Leos Lekland
- Korvgubben
- Dressmann
- KappAhl
- Eurosko
- Hemtex
- Niemis Optik
- 360 Trampoline Center
- Restaurang Mathuset
- Smidesbutiken
- Sambo
- Agaton Sax
- HusvagnsCenter
- Möbelhuset Skinnmöbler
- Trend Café
- Sovkoncept
- HTH Köksstudio
- Zoo.se
- Apotek Hjärtat
- Kebabhuset
- Däckia
- Top Store
- Lindroths MotorCenter
- Däckcenter
- Lager 157
- Bilia
- Shell TruckDiesel
- Opus Bilprovning

## Källhänvisningar
1. ↑  ”STADSDELAR -Historia bakom stadsdelsnamnen”. Luleå kommun. 2010. sid. 4. http://www.lulea.se/download/18.4a3d28f313aa49dea89eac0/1354872702811/Stadsdelar.pdf. Läst 14 april 2013.[död länk]
2. ↑  ”Storsand”. Luleå.nu. Arkiverad från originalet den 4 augusti 2017. https://web.archive.org/web/20170804125135/http://www.lulea.nu/besoekare/tellus/192193/Storsand. Läst 14 januari 2017.
3. ↑  ”Järnvägsnätbeskrivning för Luleå kommuns spåranläggningar”. sid. 9-10. http://www.lulea.se/download/18.2361edeb13cf367a1f93c56/1362062614609/J%C3%A4rnv%C3%A4gsn%C3%A4tbeskrivning.pdf. Läst 14 april 2013.[död länk]
4. ↑  ”En kort beskrivning av GKJ”. Föreningen Malmbanans Vänner. 5 juli 1997. Arkiverad från originalet den 21 april 2004. https://web.archive.org/web/20040421222948/http://www2.lulea.se/mbv/swedish/gkj/gkjhist.html. Läst 14 april 2013.
5. ↑  Nils Johansson (26 januari 2012). ”Handelskriget trappas upp”. Norrländska Socialdemokraten. http://www.nsd.se/nyheter/lulea/artikel.aspx?ArticleId=6674927. Läst 15 mars 2012.